# Witcham
Witcham – wieś w Anglii, w hrabstwie Cambridgeshire, w dystrykcie East Cambridgeshire. Leży 20 km na północ od miasta Cambridge i 99 km na północ od Londynu. W 2001 miejscowość liczyła 434 mieszkańców.